# 10960 Gran Sasso
A 10960 Gran Sasso (ideiglenes jelöléssel 6580 P-L) a Naprendszer kisbolygóövében található aszteroida. Cornelis Johannes van Houten,  Ingrid van Houten-Groeneveld és Tom Gehrels fedezte fel 1960. szeptember 24-én.